# Liuqin

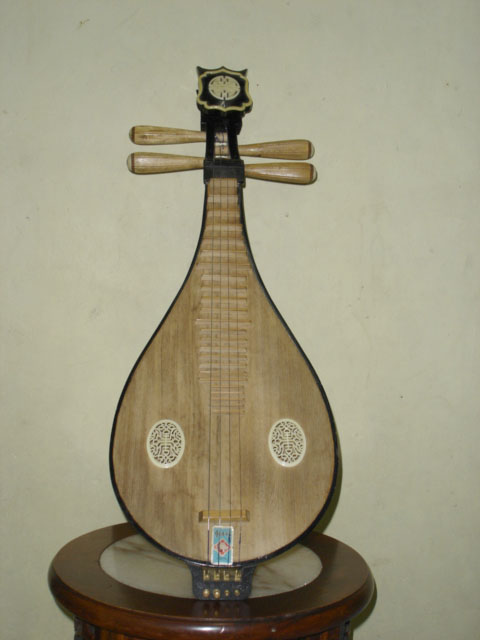
Liuqin

Le liuqin est un luth chinois à manche court très similaire au pipa, mais en version soprano, car il est beaucoup plus petit.

## Lutherie
Il en existe plusieurs variantes selon que la caisse de résonance piriforme (aplatie) est percée d'ouïes recouvertes ou non de rosaces, selon que la tête du chevillier est ornée de telle ou telle sculpture et selon que le dos est gravé ou pas.
Le manche ne se distingue pas de la caisse de résonance qui comporte un grand nombre de frettes sur la table d'harmonie en bois. Il est prolongé par un grand cheviller courbe avec quatre grandes chevilles. Il y a quatre cordes en soie ou en métal.

## Jeu
Il est habituellement accordé en Sol-Ré-Sol-Ré bien que l'accordage du violon ou de la mandoline puisse être utilisé (Sol-Ré-La-Mi). Contrairement au pipa, les cordes sont pincées à l'aide d'un plectre (et non à doigts nus ou à l'aide d'onglets).